# Tours de Mons
Pour les articles homonymes, voir Château de Mons.
Le château de Mons, dit tour/tours de Mons, est un ancien château du XIIIe siècle, situé à Vanzy, en Haute-Savoie (France). Ses vestiges sont devenus un site archéologique, inscrit au titre des monuments historiques en 1989.

## Localisation
Le site archéologique est situé sur le hameau de Mons, sur la commune de Vanzy, dans le département français de la Haute-Savoie. Le château s'élevait sur un butte au lieu-dit Martian.

## Historique
Le château de Mons permettait le contrôle de la vallée des Usses et de la région de la Semine. Il est le siège d'une seigneurie, apparue vers la fin du XIIe siècle, ayant appartenu à la famille d’Arlod, vassale des comtes de Genève, et formant une branche cadette.
Certains historiens, et notamment la tradition locale, ont tenté de l'associer, tout comme les édifices de Châtel en Genevois, de Bassy, de Vallod et de Vallières sur Seyssel, de Piccaraisin ou encore de Jersaigne sur Frangy, aux « tours de César », en raison de la présence romaine dans la région,. Ces tours et les châteaux ont pour la plupart été édifiés entre les XIIe et XIIIe siècles, probablement sur d'anciens édifices remontant au siècle précédent, sous réserve.
En 1281, un Guillaume d'Arlod est le premier seigneur connu de Mons, d'après un acte de reconnaissance de fief.
L'édifice est inscrit au titre des monuments historiques en 1989.

## Description
La tour de Mons est de forme rectangulaire (10 m par 7 m), datée de 1290. Elle marque l'angle d'une ancienne cour également rectangulaire, dont « les angles du grand côté sont flanqués de tours rondes », datées du XIVe siècle.
La cour est organisée avec des dépendances, probablement « des granges, chènevier, four, cuvage ».